# Marktplatz 15 (Bad Kissingen)

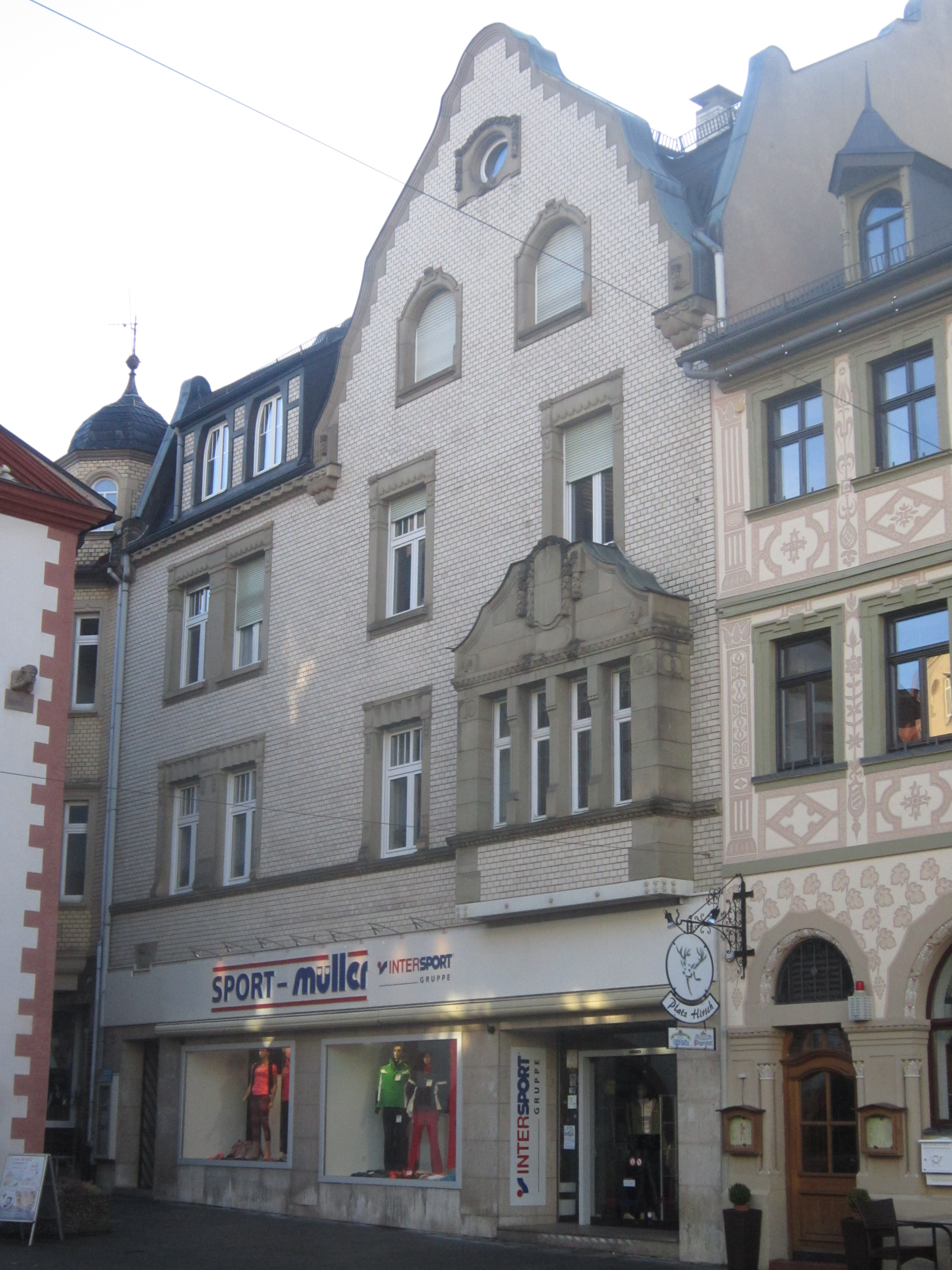
Marktplatz 15 in Bad Kissingen.

Das Gebäude Marktplatz 15 in Bad Kissingen, der Großen Kreisstadt des unterfränkischen Landkreises Bad Kissingen, befindet sich auf dem Marktplatz des Ortes, gehört zu den Bad Kissinger Baudenkmälern und ist unter der Nummer D-6-72-114-60 in der Bayerischen Denkmalliste registriert.

## Geschichte
Das in Klinker-/Haustein-Bauweise errichtete Anwesen wurde im Jahr 1906 vom Bad Kissinger Architekten Carl Krampf im Jugendstil erbaut. Elemente des Jugendstils befinden sich im ornamentalen Detail sowie in der Gesamtkonzeption mit Erker und geschwungenem Giebel. Die Gestaltung des Anwesens erinnert an das ebenfalls von Carl Krampf erbaute Gebäude Marktplatz 10.
Das Anwesen ist eines von mehreren Beispielen für die bauliche Entwicklung am Bad Kissinger Marktplatz, bei der kleinere Gebäude in der Zeit nach 1900 durch größer dimensionierte Bauten ersetzt wurden.

## Weblink
Koordinaten: 50° 11′ 58,88″ N, 10° 4′ 35,33″ O